# Pélican Club Valenciennes
El Pélican Club Valenciennes (PCVA) es un club acuático francés con sede en la ciudad de Valenciennes.
En el club se practican los deportes waterpolo y natación.

## Historia
El club fue fundado en 1920. 

## Palmarés
- 1 vez campeón de la liga de Francia de waterpolo masculino (1972)
- 1 vez campeón de la liga de Francia de waterpolo femenino (1999)